# Melchior Kling
Melchior Kling (* 1. Dezember 1504 in Steinau an der Straße; † 21. Februar 1571 in Halle) war ein deutscher Jurist und Rechtswissenschaftler.

## Leben
Als Kind des Hinz Kling und seiner Frau Else, die aus ärmlichen Verhältnissen stammten, geboren, verbrachte Melchior Kling seine Jugend als Kurrendesänger in Halle (Saale) und schlug sich kümmerlich durch. Nachdem man bei ihm eine gute Auffassungsgabe festgestellt hatte, konnte er sich an der nach Jena ausgelagerten Universität Wittenberg im 4. September 1527 immatrikulieren. Als Schüler Philipp Melanchthons, Johann Apels und Hieronymus Schurffs wurde er 1533 zum Doktor der Rechte promoviert, übernahm 1534 Vorlesungen an der Juristischen Fakultät der Universität über den Liber Sextus und 1535 Aufträge des sächsischen Kurfürsten Johann Friedrich I. von Sachsen.
1536 erhielt er die kanonische Professur an der Wittenberger Universität, welche verbunden war mit einem Beisitz am Wittenberger Hofgericht, und nachdem er im Sommersemester 1539 Rektor der Universität war, wurde er 1541 zum kurfürstlichen Rat ernannt. Als solcher nahm er am Reichstag in Regensburg teil und fungierte bei den Visitationen des Kammergerichtes von 1543 bis 1544. 1536 wurde er in Haft genommen, lehnte aber, so gemaßregelt, das Angebot eines Kanzlers am sächsischen Hof 1537 ab. Angeboten am Hof von Joachim II. von Brandenburg und als Syndikus in Lüneburg konnte er nicht nachgehen, da ihn sein sächsischer Kurfürst nicht freigab.
1544 fiel er in Ungnade am sächsischen Hof, da er an anderen Fürstenhöfen, darunter auch beim Kardinal Albrecht von Brandenburg, ohne Erlaubnis des Kurfürsten Beratungen durchgeführt hatte. Nachdem sich die Vertreter der Universität für ihn eingesetzt hatten, kam es am 11. Februar 1545 zu einer Einigung, wonach sich Kling für drei weitere Jahre am kurfürstlichen Hof verpflichtete. Während dieser Zeit stand er auch den Theologen in Angelegenheiten Eherechts zur Seite und übertrug dabei die wissenschaftlichen Grundsätze des Humanismus auf die Rechtswissenschaft. Seine Überarbeitung des Sachsenspiegels, womit sich das Oberhofgericht am Anfang Johann Friedrichs I. Amtszeit beschäftigte, wurde durch den Schmalkaldischen Krieg nicht mehr vollendet. Vielmehr fungierte Kling während der Zeit des Krieges als Gesandter in Dänemark, ließ sich danach in Halle als Rechtskonsulent nieder, diente einigen Fürsten als Rat und fungierte als Beisitzer des Schöppenstuhls in Halle, Beisitzer des Oberhofgerichts in Leipzig und des Hofgerichts in Jena. Er starb als vermögender Mann.
Kling ist ein Vertreter einer systematischen Richtung unter den deutschen Juristen seiner Zeit, wie seine „Enarrationes in libros IV Institutionum“ (1542) und seine systematische Bearbeitung des sächsischen Landrechts („Das ganze sächsische Landrecht mit Text und Gloß in eine richtige Ordnung gebracht…“, Leipzig 1572) zeigen. Für die Entwicklung des protestantischen Eherechts ist von Bedeutung „Matrimonialium causam tractatus methodico ordine scriptus“ (Frankfurt 1553), eine erneute Bearbeitung des Exkursus über das Eherecht in den „Enarrationes zum Tit. Just. 1, 10 de nuptiis“.

## Familie
Kling war zweimal verheiratet. Seine erste Frau Barbara Marschall von Bieberstein (* um 1515; † 1541 in Wittenberg) war die Witwe des Amtmannes in Sachsenburg Andreas Gentzel (* um 1507; † um 1532). Sie heirateten 1533 in Wittenberg. Ihr mutmaßlicher Neffe Nikolaus d. J. Marschall von Bieberstein ehelichte 15. November 1584 auf Schloß Nossen, Anna (* um 1564), eine Enkelin Martin Luthers. Am 30. November 1541 heiratete Kling in Wittenberg die Kunigunde Alnpeck. Aus beiden Ehen sind zehn Kinder bekannt.
1. Hans Kling, 1567 verh. mit Brigitte von Alnpeck aus Tulckwitz
2. Heinrich
3. Melchior, Jurist und Assessor des Schöppenstuhls († 31. August 1594 in Halle), war verh. mit Catharina, Tochter des Stephan Ude † 25. Februar 1582.[6] In 2. Ehe heiratete Catharina 1601 Georg Cullmann von Nürnberg.
4. Georg (verh. 1571 mit Anna, der Tochter des Kilian Goldstein der Ältere)
5. Katharina verh. 1554 mit Wolff Holzwirth, Apotheker in Halle (Saale)
6. Magaretha verh. 1563 mit Dr. Johann Dumerich
7. eine Tochter verh. mit David Petersen, Pfänner in Halle
8. eine Tochter verh. mit Hans von Alnpeck
9. Marie verh. mit Paul von Jena, Pfänner zu Halle
10. eine Tochter verh. mit Johann Nikolaus auch genannt Hans Niclas von Wyhe (alt. Wihe), Leibarzt des Kardinal Albrecht, Apotheker und Pfänner in Halle.[7]

## Werkauswahl
- Enarrationes in quatuor Institutionum libros. Frankfurt a. M. 1542, 1543, 1545, Lyon u. Löwen 1546, 1556, 1673.
- In praecipuos, & eos qui ad usum forensem prae caeteris faciunt, secundi libri, antiquarum Decretalium titulos, commentaria. Frankfurt a. M. 1550, 1606.
- Matrimonialium causarum tractatus methodico ordine scriptus. Egenolph, Frankfurt a. M. 1553, 1559. (Digitalisat)
- Das Gantze Sechsisch Landrecht mit Text und Gloß in eine richtige Ordnung gebracht. Voegelin, Leipzig 1572, 1577, 1600. (Digitalisat der Ausg. 1572)